# タナガ島

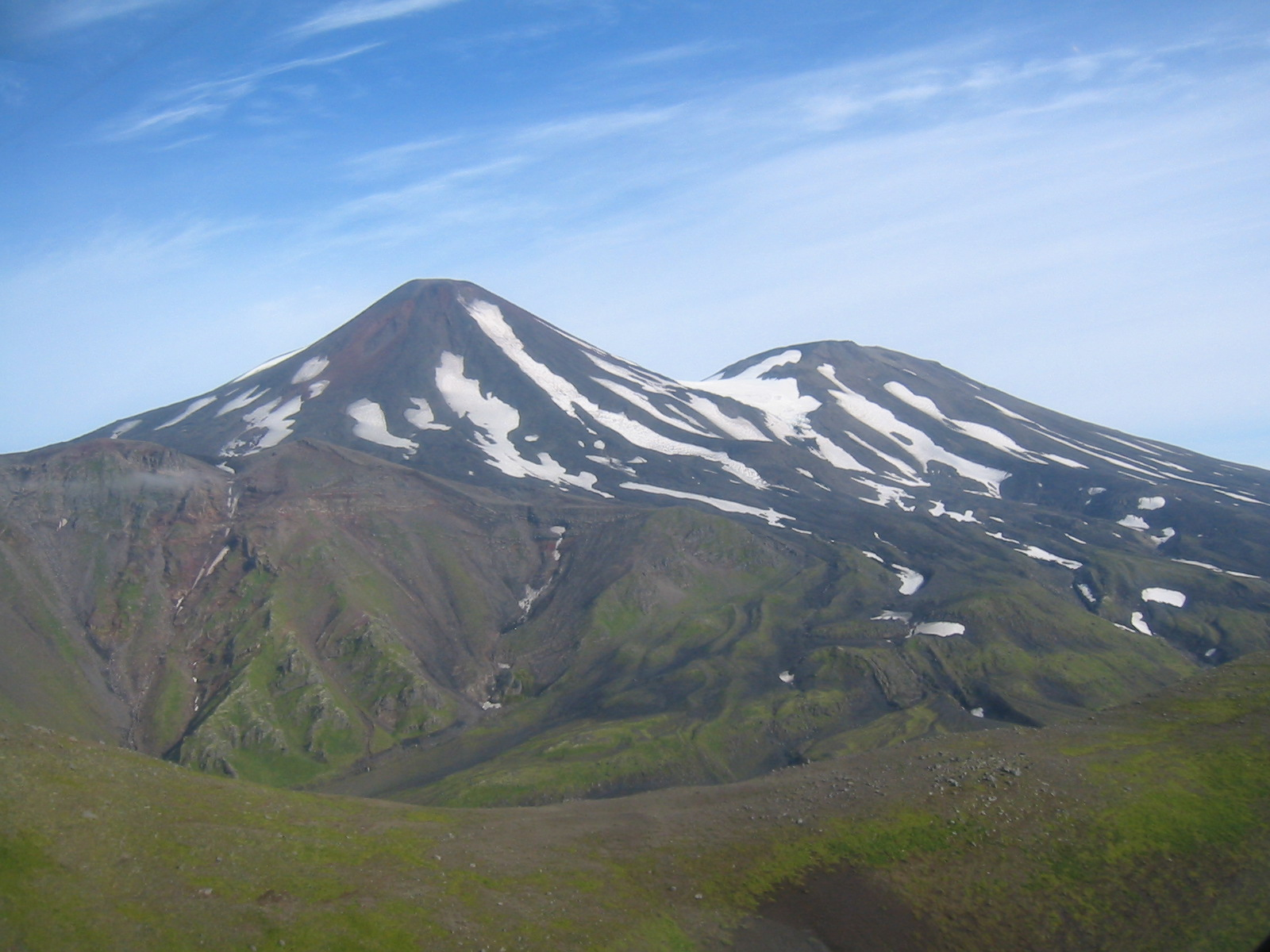
タナガ火山と東タナガ火山

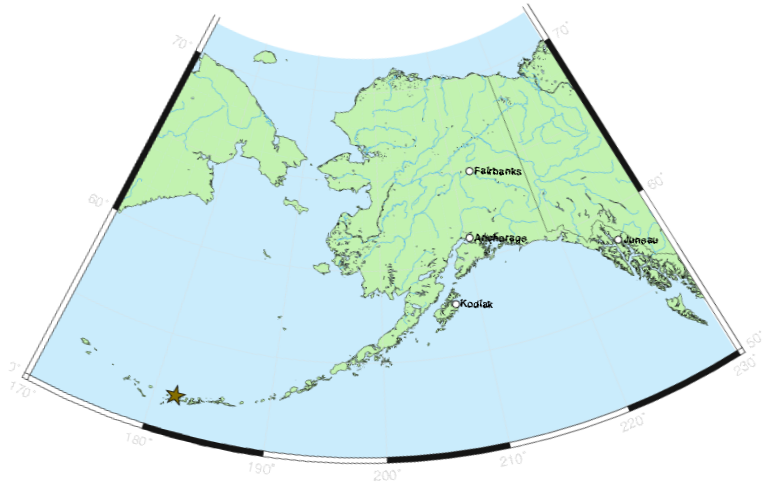
タナガ島の位置

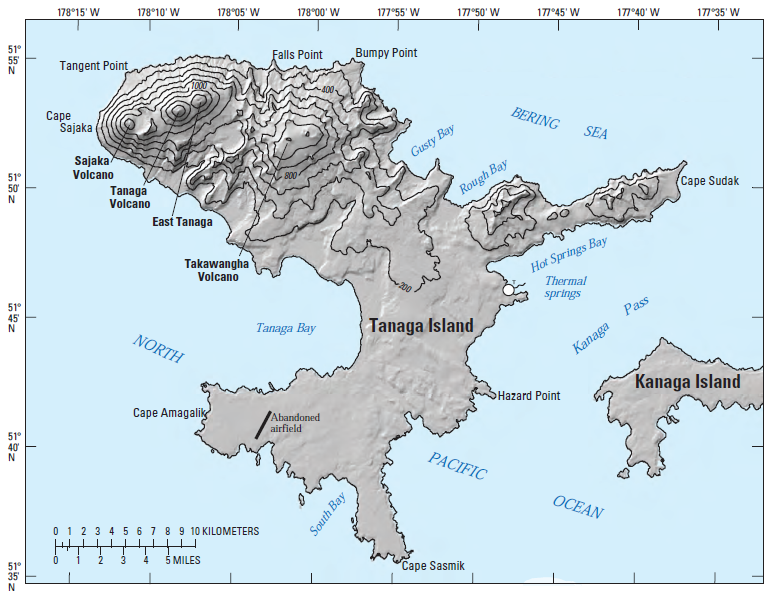
タナガ島

タナガ島 (Tanaga Island 、アレウト語: Tanax̂ax)はアリューシャン列島アラスカ州アンドリアノフ諸島西部にある島。

## 地理
面積は204平方マイル (530 km2)。最高点は5,925フィート (1,806 m)のタナガ火山(アレウト語: Kusuuginax̂)。長さ43キロメートル (27 mi)、幅38キロメートル (24 mi)。
最寄りの有人島は約62マイル西のアダック島である。また、いくつかの大きな滝がある。無人島であるが、アメリカ海洋大気庁の海図には、数軒の簡素な小屋があり、島の東にはアレウト族の村もある。
哺乳類は生息しない。

## 歴史
アダック海軍作戦基地の補助として1943年7月に海軍の緊急着陸場が設立された。1943年、島南西部のLash Bay 近くにシービーが滑走路、小型船桟橋、係留区域、オフィスや倉庫、ラジオ施設、調理室や食堂 、診療所、4マイルの砂利道を建設した。この施設は1945年に放棄された。管制塔はまだ海図に表示される。

## 火山
タナガ火山の最後の噴火として知られているのは1914年である。1763年から1770年、1791年、1829年にも噴火が報告された。これらの噴火の報告は曖昧だが、火山の側面上の堆積物は、典型的な噴火がブロック状溶岩流と時折火山灰の雲を生成することを示している。
噴火は、山頂口と火山の北東側面にある5,197フィートの付属噴気孔の両方から発生している。すぐに西のSajakaにあるタナガ火山は4,443フィートのcompound edificeである。
Takawangha's 4,754 ft-highの頂上は、過去数千年の間に灰と溶岩流を噴出している4つの若いクレーターを除いて、大部分が氷に覆われている。Takawangha's edificeの一部が熱水変質され、不安定になることがあり、制限された岩屑なだれが起きることがある。SajakaやTakawanghaの噴火は歴史上全く知られていないが、調査によると最近、噴火が発生したことが示され、Tanagaに起因するのではなく、他の噴気孔から来ている可能性がある。